# Lophomilia polybapta
Lophomilia polybapta är en fjärilsart som beskrevs av Butler 1879. Lophomilia polybapta ingår i släktet Lophomilia och familjen nattflyn. Inga underarter finns listade i Catalogue of Life.